# Alois Bayer
Alois Bayer (* 3. Juli 1802 in Sulzbach, Oberpfalz; † 7. Juli 1863 in Gut Grabenstadt am Chiemsee) war ein Hofopernsänger (Tenor) und Mitglied des Münchner Hoftheaters.

## Leben
Alois Bayer fiel in seiner Kindheit dem berühmten Bariton Georg Mittermayr auf, der seine Ausbildung förderte. König Max I. soll, als er Alois Bayer in Tegernsee singen hörte, gesagt haben: „Aber der Bub singt schön!“.
Von 1823 bis 1843 war Bayer Mitglied des königlichen Theaters an der Residenz in München. Er war ein Heldentenor, dramatischer Gesangskünstler, tragischer und romantischer Held. Bayer schied mit einer Abschiedsvorstellung als König Lusignan in Franz Lachners Katharina Cornaro.
Ein Schüler Bayers war Martin Härtinger.
Alois Bayers Haus, der „Oberottl“ an der Sendlinger Straße in München, war ein Zentrum des Musiklebens, in dem besonders Kammermusik gepflegt wurde.
Im Frühjahr 1862 kaufte Alois Bayer, dessen Vermögensverhältnisse sich durch seinen letzten Vertrag und auch „durch seine Verheirathung mit einer wohlhabenden Bürgerstochter“ wesentlich gebessert hatten, das Gut Grabenstadt am Chiemsee. Ein paar Tage vor der Übernahme sämmtlicher Gebäudlichkeiten brannten diese nieder. Kurz danach erlag er im Alter von 61 Jahren nach kurzem Leiden einem Blutsturz.
Bayers Porträt wurde im Foyer des wiedereröffneten Nationaltheaters in München aufgestellt.

## Grabstätte

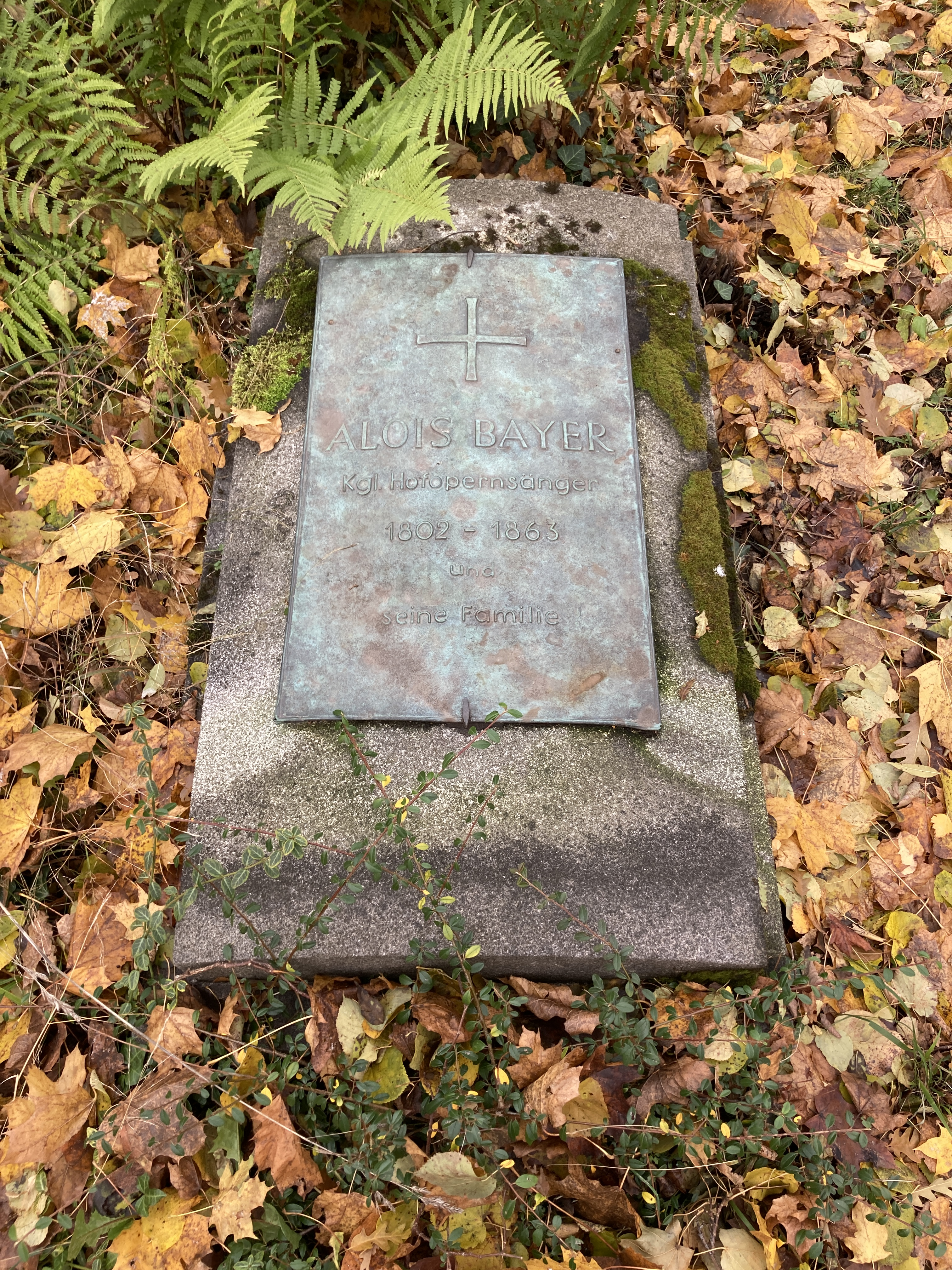
Grab von Alois Bayer auf dem Alten Südlichen Friedhof in München

Die Grabstätte von Alois Bayer befindet sich auf dem Alten Südlichen Friedhof in München (Gräberfeld 4 – Reihe 3 – Platz 23) Standort. Seine Gattin, Elise Bayer (geborene Glonner), starb am 17. März 1887 und ist auch in dieser Grabstätte beigesetzt.